# Reza Aslan
Reza Aslan (ur. 3 maja 1972) – irańsko-amerykański religioznawca, badacz kultur, komentator polityczny i pisarz – m.in. autor książki Nie ma Boga oprócz Allaha. Powstanie, ewolucja i przyszłość islamu.

## Życiorys
Absolwent studiów licencjackich (religioznawstwo) na kalifornijskim Santa Clara University i absolwent studiów magisterskich (teologia) na Uniwersytecie Harvarda, doktorat z socjologii religii na Uniwersytecie Kalifornijskim.